# Ricardo Ezzati Andrello
Ricardo Ezzati Andrello (Campiglia dei Berici, 7 gennaio 1942) è un cardinale e arcivescovo cattolico italiano naturalizzato cileno, dal 23 marzo 2019 arcivescovo emerito di Santiago del Cile.

## Biografia
Nato a Campiglia dei Berici (provincia e diocesi di Vicenza) da una famiglia italiana, nel 1959 si trasferisce in Cile per il noviziato tra i salesiani a Quilpué. 

### Formazione e ministero sacerdotale
Compie gli studi filosofici presso l'Università Cattolica di Valparaíso e quelli teologici presso la Pontificia Università Salesiana di Roma, ove ottiene la licenza in teologia, il 30 dicembre 1966 emette la professione perpetua.
Riceve l'ordinazione sacerdotale il 18 marzo 1970, consegue la licenza in Scienze Religiose presso l'Institut de Pastorale Catéchetique di Strasburgo.

### Ministero episcopale e cardinalato
Il 28 giugno 1996 papa Giovanni Paolo II lo nomina, cinquantaquattrenne, vescovo di Valdivia; riceve la consacrazione episcopale il successivo 8 settembre dalle mani del cardinale Carlos Oviedo Cavada, all'epoca arcivescovo di Santiago del Cile, co-consacranti Sergio Otoniel Contreras Navia, vescovo di Temuco, e l'arcivescovo Francisco Javier Errázuriz Ossa (poi cardinale), vescovo di Valparaíso.
Il 10 luglio 2001 lo stesso papa lo nomina, cinquantanovenne, vescovo titolare di La Imperial e ausiliare di Santiago del Cile.
Il 27 dicembre 2006 papa Benedetto XVI lo nomina, sessantacinquenne, arcivescovo metropolita di Concepción.
Il 15 dicembre 2010 viene trasferito sessantanovenne, all'arcidiocesi metropolitana di Santiago del Cile. Succede al cardinale Francisco Javier Errázuriz Ossa.
Dal novembre 2010 al novembre 2016, per due mandati triennali, è presidente della Conferenza Episcopale del Cile.
Tra il 2009 e il 2010 è nominato da Benedetto XVI visitatore apostolico presso i Legionari di Cristo, insieme ad altri cinque vescovi.
Il 12 gennaio 2014 papa Francesco ne annuncia la creazione a cardinale nel concistoro del 22 febbraio seguente; prende possesso del titolo il successivo 11 ottobre. È il sesto arcivescovo di Santiago del Cile consecutivo ad essere elevato alla dignità cardinalizia.
Ha partecipato alla III Assemblea Generale Straordinaria del Sinodo dei Vescovi (ottobre 2014) e alla XIV Assemblea Generale Ordinaria (2015). Fino al compimento degli ottanta anni è stato membro della Congregazione per l'educazione cattolica e della Pontificia commissione per l'America Latina.
Il 23 marzo 2019 papa Francesco accetta la sua rinuncia al governo pastorale dell'arcidiocesi di Santiago del Cile per raggiunti limiti di età, dopo due anni di proroga.
Il 7 gennaio 2022 compie ottanta anni, pertanto, esce dal novero dei cardinali elettori e decade da tutti gli incarichi ricoperti nella Curia romana.

### Controversie
Nel luglio 2018 viene accusato dal procuratore Emiliano Arias, impegnato in un'indagine a larga scala sugli abusi sessuali del clero cileno, di aver coperto il suo assistente Oscar Munoz. Convocato in Pretura nello stesso luglio il cardinale si era avvalso della facoltà di non rispondere, in attesa della decisione della Corte di Appello sul suo caso, questa il 22 marzo 2019 ha deciso all'unanimità di respingere la richiesta di archiviazione e di rimandarlo a processo.

## Genealogia episcopale e successione apostolica
La genealogia episcopale è:
- Cardinale Scipione Rebiba
- Cardinale Giulio Antonio Santori
- Cardinale Girolamo Bernerio, O.P.
- Arcivescovo Galeazzo Sanvitale
- Cardinale Ludovico Ludovisi
- Cardinale Luigi Caetani
- Cardinale Ulderico Carpegna
- Cardinale Paluzzo Paluzzi Altieri degli Albertoni
- Papa Benedetto XIII
- Papa Benedetto XIV
- Papa Clemente XIII
- Cardinale Marcantonio Colonna
- Cardinale Giacinto Sigismondo Gerdil, B.
- Cardinale Giulio Maria della Somaglia
- Cardinale Carlo Odescalchi, S.I.
- Vescovo Eugène de Mazenod, O.M.I.
- Cardinale Joseph Hippolyte Guibert, O.M.I.
- Cardinale François-Marie-Benjamin Richard de la Vergne
- Cardinale Pietro Gasparri
- Cardinale Benedetto Aloisi Masella
- Arcivescovo Ettore Felici
- Arcivescovo Alfredo Silva Santiago
- Cardinale Carlos Oviedo Cavada, O. de M.
- Cardinale Ricardo Ezzati Andrello, S.D.B.

La successione apostolica è:
- Vescovo Pedro Mario Ossandón Buljevic (2008)
- Vescovo Galo Fernández Villaseca (2014)
- Arcivescovo Luis Fernando Ramos Pérez (2014)
- Vescovo Moisés Carlos Atisha Contreras (2015)
- Vescovo Jorge Enrique Concha Cayuqueo, O.F.M. (2015)
- Vescovo Cristián Carlos Roncagliolo Pacheco (2017)